# Antonio Gutiérrez Rivera
Antonio Gutiérrez Rivera nació el 22 de marzo de 1884 en la hacienda de Santa Rosa, hoy ciudad de Lerdo, Durango, hijo de Vicente Gutiérrez y Úrsula Rivera. Trabajó como comerciante, pagador de ferrocarril y en Estados Unidos como auxiliar de un periódico. Regresó a México y participó en los grupos maderistas antirreeleccionistas de Durango. Representó al tercer Distrito del Estado de Durango, Ciudad Lerdo en el Congreso Constituyente de 1917 en Querétaro siendo del ala moderada y participando activamente en la redacción de los artículos 3, 27 y 123. Tras el constituyente volvió a ser diputado a la legislatura local del Estado de Durango y fue el primer presidente electo del municipio de Ciudad Lerdo, pues antes de eso eran jefaturas, y tesorero del Estado. Además fue senador y dos veces gobernador interino de Durango.
En la Ciudad de México desempeñó el empleo de Jefe de Inspectores del Departamento de Trabajo y posteriormente se retiró de la vida política estableciéndose con su familia en Meoqui, Chihuahua. Falleció en Tuxtla Gutiérrez, Chiapas, en el año de 1976. Sus restos están sepultados en el lote de los constituyentes en el Panteón de Dolores de la Ciudad de México. A pesar de ser duranguense de origen se le ha consideraro chihuahuense por adopción por haber vivido gran parte de su vida en esta entidad.
Una calle en la Ciudad de México y otra en Querétaro llevan su nombre. En el edificio del Congreso de la Unión aparece su nombre en la Plaza de los Constituyentes y su efigie en bronce.
El 5 de febrero de 2020 la Fundación Emiliano J. Laing A. C. de Cd. Delicias junto con activistas de cultura, lógicas y descendientes de los constituyentes ￼colocaron una placa en la casa donde vivió por más de 30 años en Meoqui